# Aufstand der ostafrikanischen Küstenbevölkerung
Der Aufstand der ostafrikanischen Küstenbevölkerung (in deutschen Quellen auch Araberaufstand) in den Jahren 1888–1890 war eine Widerstandsbewegung gegen den Versuch der Deutsch-Ostafrikanischen Gesellschaft (DOAG), ihre Herrschaft über den zu Sansibar gehörenden Küstenstreifen des heutigen Tansania auszuweiten.
Der Aufstand führte rasch zum Zusammenbruch der DOAG, die die Hilfe des Deutschen Reiches erbat und schließlich ihre Ansprüche an den deutschen Staat abtrat. Dies führte zur Gründung der Kolonie Deutsch-Ostafrika.

## Anlass
Seit Ende 1884 hatte Carl Peters im Namen der Gesellschaft für deutsche Kolonisation, aus der die DOAG hervorging, Abkommen mit örtlichen Herrschern auf dem ostafrikanischen Festland abgeschlossen und damit koloniale Ansprüche begründet. Am 28. April 1888 schloss die DOAG einen Vertrag mit Sultan Chalifa ibn Said von Sansibar, wonach die Gesellschaft die Verwaltung des sansibarischen Festlandes und die Erhebung der Küstenzölle im Namen des Sultans gegen eine jährliche Pachtsumme übernahm. Angestellte der Gesellschaft bezogen Stellung in den Hafenorten. Als der Vertrag am 16. August 1888 in Kraft treten sollte, brach alsbald der Aufstand los, der sich von Pangani aus schnell über die gesamte Küste verbreitete.
Auslöser war in Pangani wie anderenorts die Hissung der DOAG-Flagge neben der des Sultans. Hinzu kamen interkulturelle Konflikte, verursacht durch das Auftreten des DOAG-Vertreters Emil von Zelewski in Pangani. Dieser betrat, auf der Suche nach dem Liwali (Gouverneur) des Sultans, während des islamischen Opferfestes zusammen mit seinem Hund eine Moschee. Das Hissen der Flagge konnte nur nach Landung einer Abteilung deutscher Marinesoldaten durchgeführt werden. Am 3. September kam es dann zu einem Zwischenfall, bei dem Zelewski die Anlandung einer Ladung von Schießpulver verbieten wollte. Er wurde daraufhin von einer aufgebrachten Menschenmenge in seinem eigenen Haus eingeschlossen. Diesmal griff die Armee des Sultans ein, um die Gefangenen zu befreien.
Ähnliche Szenen spielten sich in Tanga ab, wo ebenfalls das DOAG-Personal nach dem Versuch der Machtübernahme verhaftet und dann von deutschen Marinetruppen aus der Haft befreit wurde.
In Bagamoyo war wieder Militäreinsatz nötig, um die Hissung der DOAG-Flagge durchzusetzen.
Ende September kam es dann zu Angriffen in Kilwa, bei denen die beiden deutschen DOAG-Angestellten getötet wurden. In Lindi und Mikindani flüchteten die DOAG-Angestellten auf Booten.
Bis auf das umkämpfte Bagamoyo und Dar es Salaam wurden alle Stationen der DOAG verlassen. Im Januar 1889 wurde in Pugu bei Daressalam die Station der Missionsbenediktiner von St. Ottilien angegriffen und zerstört. Das Ereignis diente der Reichsregierung als Anlass, um eine Reichstagsmehrheit von einem Eingreifen zu Gunsten der DOAG zu überzeugen.

## Eingreifen der Reichsregierung

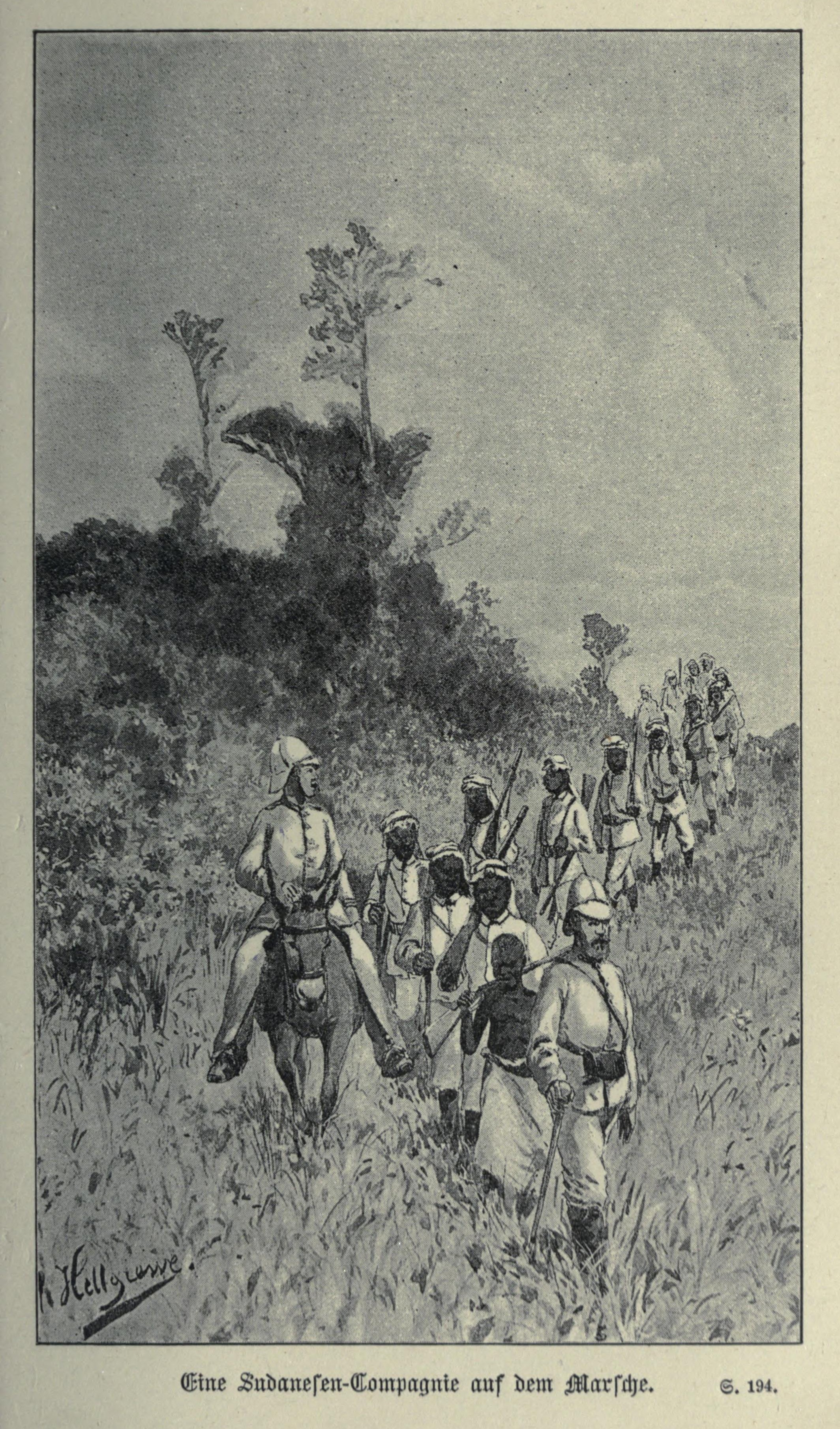
So stellte der Maler Rudolf Hellgrewe eine deutsche Sudanesen-Kompanie zur Zeit des Aufstands dar.

Die DOAG war nicht in der Lage, der Aufstandsbewegung entgegenzutreten. Die beiden letzten Stationen konnten nur mit Hilfe von deutschen Marinesoldaten gehalten werden. Daraufhin gab es ein offizielles Hilfeersuchen der DOAG an die Reichsregierung.
Diese entsandte den afrikaerfahrenen Offizier Hermann von Wissmann als Reichskommissar nach Ostafrika, der dort eine Streitmacht aus deutschen Offizieren und afrikanischen Söldnern aufstellte („Wissmanntruppe“), mit der er die Aufstandsbewegung niederschlug. Mehrere Tausend Menschen starben hierbei – neben einigen deutschen Soldaten eine Mehrheit afrikanischer Männer, Frauen und Kinder.

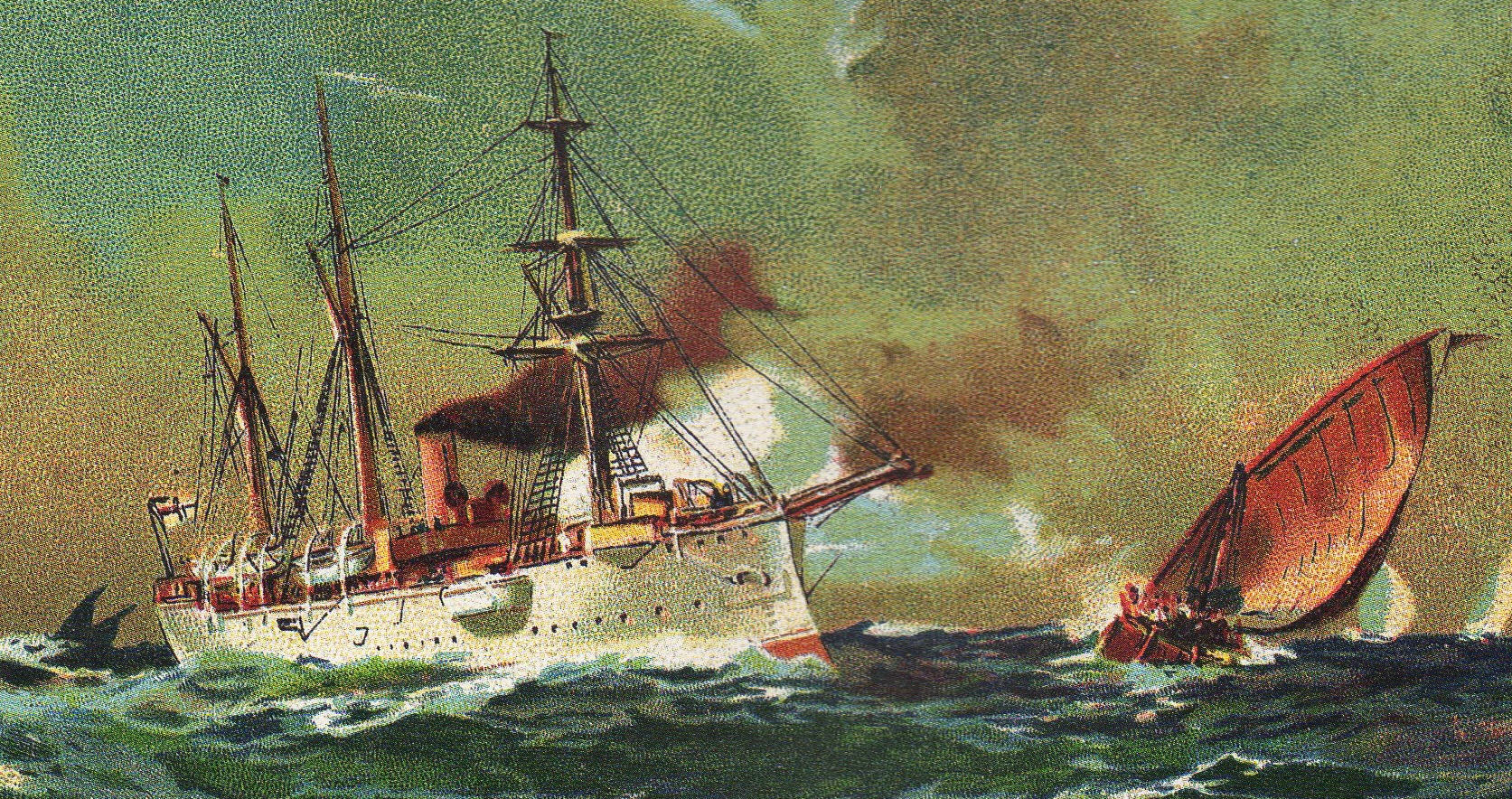
Der deutsche Kreuzer SMS Schwalbe verfolgt 1889 an der ostafrikanischen Küste eine Dhau (zeitgenössische Darstellung um 1900).

Das Deutsche Reich errichtete außerdem gemeinsam mit Großbritannien eine Seeblockade vor der ostafrikanischen Küste. Dazu versammelte sich eine deutsche Kreuzergruppe in dem Seegebiet. Das Kommando über das internationale Blockadegeschwader führten Karl August Deinhard und Edmund Robert Fremantle. Die Blockade, die auch Frankreich, Italien und Portugal unterstützten, galt offiziell der Bekämpfung des Sklavenhandels. Letztlich diente der Versuch, den Handel zu kontrollieren, aber der Durchsetzung kolonialer Interessen.
Die mittelfristige Konsequenz des Eingreifens war, dass das Reich per Vertrag vom 20. November 1890 die Herrschaftsansprüche der DOAG übernahm, die sich danach auf eine Rolle als Betreiberin von Plantagen und Handelsbetrieben beschränkte.

## Führer des Aufstandes
Die Führung des eigentlichen Aufstandes, der im September um sich griff, lag im Norden bei Abushiri ibn Salim al-Harthi, den die Deutschen „Buschiri“ nannten. Buschiri „hatte gegen die Mirambo gekämpft, bevor er sich als einer der sklavenhaltenden Zuckerpflanzer im Mündungsgebiet des  Pangani“ (am Indischen Ozean zwischen Daressalam und Tanga) niederließ. Er wurde zur Gruppe der Küstenaraber gezählt; sein Vater war Araber omanischer Abstammung, die Mutter gehörte zum Volk der Oromo. In den zeitgenössischen Berichten etwa des Koloniallexikons oder Wissmanns Bericht an die deutsche Regierung wird seine Sklavenhaltung nicht erwähnt. Die Einmischung der Briten und Deutschen in den Sklaven-, Elfenbein- und Kautschukhandel sowie ihr Verhalten in den Moscheen hatten bereits für Unmut gesorgt. Er hatte dem Sultan die Loyalität aufgekündigt und Bewaffnete um sich gesammelt, da er die Abtretung des sansibarischen Gebietes an die DOAG als Verrat ansah.
Buschiri lieferte den militärisch überlegenen Deutschen einen ausgedehnten Buschkrieg, bis er im Dezember 1889 gefangen genommen und hingerichtet wurde.
Ihm hatte sich weiter südlich der Sultan Bwana Heri (in deutschen Quellen auch: Bana Heri, Banaheri) von Saadani angeschlossen. Auch er leistete den Deutschen mit Hilfe von Stämmen des Hinterlandes bis in den April 1890 hinein Widerstand. Durch Vermittlung der Regierung von Sansibar ergab er sich schließlich Wissmann und konnte nach Saadani zurückkehren.

## Bezeichnung als „Araberaufstand“
In zeitgenössischen deutschen Quellen – siehe den Artikel im Koloniallexikon – wird die Erhebung oft als „Araberaufstand“ bezeichnet, die von den ortsansässigen arabischen Sklavenhändlern ausgegangen sei, die befürchteten, dass die Deutschen das Verbot des Sklavenhandels durchsetzen würden.
Diese Bezeichnung verkennt die kulturelle Eigenart der ostafrikanischen Küste. Die führende Schicht der alteingesessenen Schirazi-Familien sprach Swahili, auch wenn viele ihrer Angehörigen durch den Islam, Handelsreisen, den Haddsch und Heiratsbeziehungen nach Oman des Arabischen mächtig waren. Diese Schirazi befassten sich mit dem Fernhandel mittels Trägerkarawanen ins Inland (Islamischer Sklavenhandel in Afrika), die Elfenbein und Sklaven an die Küste lieferten, aber sie waren auch Grundbesitzer, die Zuckerrohr für den Export anbauten. In den zeitgenössischen deutschen Berichten wird häufig nicht zwischen Schirazi und Arabern unterschieden.
Neben ihnen hatten sich von Sansibar aus auch arabische Grundbesitzer aus omanischen Familien angesiedelt, die hier in die Plantagenwirtschaft einstiegen.
In Kilwa spielten auch Sklavenhändler eine wesentliche Rolle in der Aufstandsbewegung.
Die Masse der Beteiligten an der Aufstandsbewegung setzte sich aber aus der afrikanischen Bevölkerung der Küste und des Hinterlandes zusammen. Offenbar wurden sie zwar, vor allem zu Beginn des Aufstandes, von Schirazi und Arabern angestachelt, hatten aber auch eigene Motive, sich gegen die Kolonialherrschaft zur Wehr zu setzen, und je mehr von ihnen bei den Aufständen getötet wurden, umso mehr stieg auch die Ablehnung gegenüber den Kolonialtruppen und verstärkte die Motivation, den Aufstand fortzusetzen.
Tatsächlich spielten wirtschaftliche Erwägungen eine Rolle, wie aus einem Bericht des Afrikaforschers Meyer über eine Unterhaltung mit Abushiri hervorgeht. Aber für die Masse der Bevölkerung dürfte einschneidender gewesen sein, was Meyers Mitreisender Baumann aus der Unterhaltung mit Abushiri wiedergibt: Die deutschen Vertreter der DOAG „benahmen sich … völlig rücksichtslos, rissen Flaggen herab und hissten andere auf, gaben uns Befehle und Vorschriften, und benahmen sich überhaupt, wie wenn sie die Herren des Landes und wir alle ihre Sklaven seien. Wir sahen der Sache eine Weile zu, dann jagten wir die Weissen einfach fort, wie man übermüthige Jungen fortjagt.“